# مهندسی کشاورزی (آب)
علوم و مهندسی آب همان مهندسی عمران-آب یا کشاورزی-آب که توسط وزارت علوم در سال ۹۳ بازنگری شد و بعدها با گرایش آب ارائه شد سپس به علوم و مهندسی آب تغییر نام شد و از زیر گروه کشاورزی خارج شد. با چهار گرایش در حیطه آب از مهمترین رشته های مهندسی در کشاورزی و عمران می باشد. که فقط از بین داوطلبان گروه آزمایشی ریاضی و فنی، دانشجو می‌پذیرد. به عبارت دیگر در این گرایش دانشجویان باید بر دروس ریاضی و فیزیک مسلط بوده و بتوانند به‌خوبی تجزیه و تحلیل کرده، محاسبه کنند و از عهده دروس مهم این رشته برآیند.

## آشنایی با چگونگی شکل گیری رشته علوم و مهندسی آب
بازنگری در آموزش های دانشگاهی در زمینه آب به طوری که با تغییر و تحولات جهانی و نیازهای روز هماهنگ باشد، یک ضرورت اجتناب ناپذیر قلمداد می شود. مدیریت یکپارچه منابع آب یکی از چالش های پیچیده است که به عنوان یک اولویت در سیاست گذاری ها در سطح جهانی مورد توجه قرار گرفته است.
تغییرات در حال وقوع در اقتصاد، تکنولوژی و حتی اقلیم، نیازمند نسل جدیدی از افراد متخصص و متعهد است که در علوم بین رشته ای چون علوم آب، مدیریت و تصمیم گیری، آموزش دیده باشند.
در واقع نسل آینده تصمیم گیران باید قابلیت تصمیم گیری های بسیار چالش بر انگیزی را برای توسعه، تخصیص  و مدیریت مشکلات بخش آب چه در سطح ملی و منطقه ای و چه در سطح بین المللی با توجه به ریسک و عدم قطعیت های موجود در شرایط تغییر اقلیم داشته باشند.
علاوه بر این، پیچیدگی مسائل آبی ابعاد مسائل را از بخش آب به بیرون برده، دامنه وسیعی از سایر علوم به ویژه علوم انسانی نظیر مدیریت، اقتصاد، حقوق، جامعه شناسی و… را نیز در بر میگیرد؛ از این رو لازم خواهد بود زمینه مداخله و تاثیر گذاری متخصصان سایر رشته ها نیز در مسائل آبی فراهم شود و متقابلاً متخصصان آب نیز توانایی برقراری گفتمان اثر بخش  را با متخصصان سایر رشته ها بدست آورند.
در راستای نیل به این مقصود و تربیت مهندسین آب، رشته کشاورزی-آب و رشته عمران-آب از لیست رشته های وزارت علوم، تحقیقات و فناوری حذف و رشته ی جدیدی با برنامه درسی بازنگری شده تحت عنوان رشته علوم و مهندسی آب در مقطع کارشناسی تعریف گردید.

## اهداف این رشته
هدف این رشته استفاده از آب برای کاربردهای مختلف، به‌خصوص کشاورزی است؛ بنابراین یک مهندس آب باید با آب و ویژگی‌های آن، طریقه انتقال آب به محل مصرف و طریقه استحصال آب آشنا باشد و برای تسلط به موارد فوق لازم است که از دانش‌های دیگری از قبیل:
زمین‌شناسی، هوا و اقلیم‌شناسی، خاک‌شناسی، طراحی و ساخت تأسیسات آبی و مکانیزم مصرف آب توسط خاک و گیاه اطلاع داشته باشد. به عبارت دیگر این گرایش، علم آب و خاک است و دانشجویان دربارهٔ نحوه استحصال آب، انتقال آب و شبکه‌های توزیع آب، تأمین نیازهای آبی با روشهای مختلف، خارج ساختن آبهای اضافی توسط شبکه‌های زهکشی و احداث سدهای انحرافی و خاکی آموزش می‌بینند.

## خوشه های این رشته
خوشه‌هایی رشته علوم و مهندسی آب به ‌شرح زیر می‌باشد:
*1) خوشه آبیاری و زهکشی
*2) خوشه سازه‌های آبی
*3) خوشه منابع آب
*4) خوشه هواشناسی کشاورزی
*5) خوشه آب و فناوری اطلاعات (مشترک با رشته کارشناسی فناوری اطلاعات
از گروه فنی و مهندسی)
*6) خوشه آب و مهندسی سیستم (مشترک با رشته مهندسی صنایع از گروه فنی و
مهندسی)
*7) خوشه آب و محیط زیست (مشترک با رشته محیط زیست از گروه منابع
طبیعی و مهندسی عمران از گروه فنی و مهندسی)
*8) خوشه آب و کشاورزی (مشترک با ترکیبی از رشته‌های مختلف از گروه
کشاورزی)
*9) خوشه آب و توسعه (مشترک با رشته جغرافیا از گروه علوم انسانی)
*10) خوشه آب و اقتصاد (مشترک با رشته اقتصاد از گروه علوم انسانی)
*11) خوشه آب و حکمرانی (مشترک با رشته علوم اجتماعی از گروه علوم انسانی)
*12) خوشه آب و حقوق (مشترک با رشته حقوق از گروه علوم انسانی)
*13) خوشه مهندسی آثار و سازه‌های تاریخی آب (پیشنهاد شده از سوی موسسه
گنجینه ملی آب ایران)، همچنین مشترک با رشته‌های کارشناسی مهندسی معماری،
کارشناسی مرمت بناهای تاریخی، و کارشناسی مرمت و احیای بناهای تاریخی از گروه
هنر، و رشته کارشناسی باستان‌شناسی از گروه علوم انسانی

## درس‌های این رشته در طول تحصیل
برخی از دروس این رشته در ایران عبارتند از استاتیک، مقاومت مصالح، هیدرولیک، نقشه‌برداری عمومی، مساحی و نقشه‌برداری، عملیات نقشه‌برداری، طراحی سیستم‌های آبیاری، اصول زهکشی، هیدرولوژی آبهای سطحی، آبهای زیر زمینی، مهندسی زهکشی، پمپاژ وایستگاه‌های پمپاژ، تأمین آب شرب روستاها، مصالح و روش‌های ساختمانی، هیدرولیک انهار، طراحی ساختمانهای انتقال آب، حفاظت آب و خاک، اقتصاد مهندسی، ریاضیات، فیزیک، آمار و احتمالات، برنامه‌نویسی کامپیوتر، خاک‌شناسی، هواشناسی
| دروس عمومی      | ۲۲ واحد      |
| دروس علوم پایه  | ۲۴ واحد      |
| دروس تخصصی رشته | ۵۹ واحد      |
| دروس تخصصی خوشه | ۱۵ – ۲۴ واحد |
| دروس انتخابی    | ۵ – ۱۴ واحد  |
| کارورزی         | ۶ واحد       |
| جمع             | ۱۴۰ واحد     |

## بازار کار
در حال حاضر نیز فارغ التحصیلان این رشته در بخش خصوصی، وزارت نیرو، وزارت جهاد کشاورزی، مهندسین مشاور آب و خاک، پیمانکاری های مختلف و شیلات و سد سازی زمینه کاری دارند. در یک کلام به دور از غلو می توان گفت فرصت های شغلی این رشته بسیار زیاد است و از سوی دیگر بازار کار متنوع و باید توجه داشت که آب یک منبع حیاتی برای بشریت محسوب می شود بنابراین مهندسی آب یک شغل و مهندسی بسیار کار آمد می باشد البته بازار کار این رشته در خارج از ایران به مراتب بیشتر است ایران به دلیل پدیده خشکسالی منابع آبی خوبی ندارد و به همین دلیل کار به عنوان  مهندس آب در ایران مقداری با مشکل مواجه است 